# Wistaria Productions
Wistaria Productions, algumas vezes conhecido como Wisteria Productions, foi uma companhia cinematográfica estadunidense da era do cinema mudo, que foi responsável pela produção de 4 filmes entre 1919 e 1921.

## Histórico
Wistaria Productions ocupou os estúdios em Glendale, Nova Iorque, que foram do Emancipation Film Corporation e Mirror Studio, de Burton L. King.
O primeiro filme produzido pela companhia foi o seriado The Lurking Peril, em 1919, e sua última produção foi o filme Anne of Little Smoky, em 1921.

## Filmografia
- The Lurking Peril (1919)
- Why Women Sin (1920), co-produção com Burton King Productions, presidida por Burton L. King
- Forbidden Love (1921)[8]
- Anne of Little Smoky (1921)